# Cerco de Rometa
O Cerco de Rometa foi um cerco conduzido na ilha da Sicília pelos cálbidas sob o Califado Fatímida de modo a concluir a conquista muçulmana da Sicília. A cidade, à época do cerco, estava sob controle do Império Bizantino.

## Cerco
O cerco foi liderado pelos cálbidas Haçane Abenamar e Amade ibne Haçane Alcalbi. Após a queda de Taormina em 962, os cálbidas moveram-se ao norte em direção a Rometa. No ano seguinte, Amade começou o cerco. A cidade logo enviou um emissário ao imperador, Nicéforo II Focas (r. 963–969), solicitando auxílio militar e provisões. Nicéforo respondeu equipando uma frota de aproximados 40 000 homens, muitos dos quais eram veteranos da conquista bizantina de Creta, para lutar na Sicília. A frota foi comandada por Nicetas Abalanta, enquanto a cavalaria foi comandada por Manuel Focas. Em outubro de 964, o cerco foi reforçado por tropas berberes lideradas pelo governador da Sicília, Haçane ibne Ali Alcalbi.
Em 25 de outubro, bizantinos e muçulmanos lutaram. Os bizantinos estiveram inicialmente no controle da batalha, contudo, os muçulmanos foram logo capazes de repeli-los, supostamente matando mais de ¼ da força, incluindo Manuel. Os bizantinos sobreviventes tentaram fugir para sua frota em Messina, mas foram emboscados na Batalha do Estreito e derrotados. Sem reforços, Rometa foi incapaz de defender-se contra os cálbidas e logo caiu em maio de 965. A população da cidade foi massacrada com os sobreviventes sendo vendidos como escravos, e a cidade foi colonizada por muçulmanos.